# Caelius Calvinus
Caelius Calvinus (sein Praenomen ist nicht bekannt) war ein im 2. Jahrhundert n. Chr. lebender römischer Politiker.
Durch eine Inschrift, die in die Regierungszeit von Commodus (180–192) datiert ist, ist belegt, dass Calvinus Statthalter (Legatus Augusti pro praetore) in der Provinz Cappadocia war; er amtierte im Jahr 184 (oder 185) in der Provinz. Da die Position des Statthalters in der Provinz Cappadocia von konsularem Rang war, hatte er zuvor ein Suffektkonsulat erreicht.
Er war wahrscheinlich der Vater (oder der Onkel) des späteren Kaisers Balbinus.